# Sonneberg (Thür) Hauptbahnhof
Der Hauptbahnhof Sonneberg wurde im Rahmen der Baumaßnahmen zur Bahnstrecke Eisfeld–Sonneberg, der sogenannten Hinterlandbahn, errichtet und hat bis heute eine zentrale Funktion im öffentlichen Personennahverkehr für Sonneberg und das Umland. Er löste 1907 den als Wohngebäude nach wie vor existierenden Alten Bahnhof ab, der zusammen mit dem ersten Teilabschnitt der eingleisigen Bahnstrecke Coburg–Ernstthal am Rennsteig, einer Zweigstrecke der Werrabahn, in den Jahren 1857 bis 1858 durch die Werra-Eisenbahn-Gesellschaft errichtet wurde.

## Lage
Der Sonneberger Bahnhof liegt bei dem Kilometer 19,51 der Strecke Coburg–Sonneberg in einer Höhe von 386,41 Metern über NN und befindet sich südlich der Innenstadt. Er wird im Norden durch die parallel verlaufende Innenstadt-Tangente begrenzt. Der Bahnhof liegt an der Strecke von Coburg nach Ernstthal am Rennsteig und ist Endpunkt der Strecke von Eisfeld.

## Geschichte

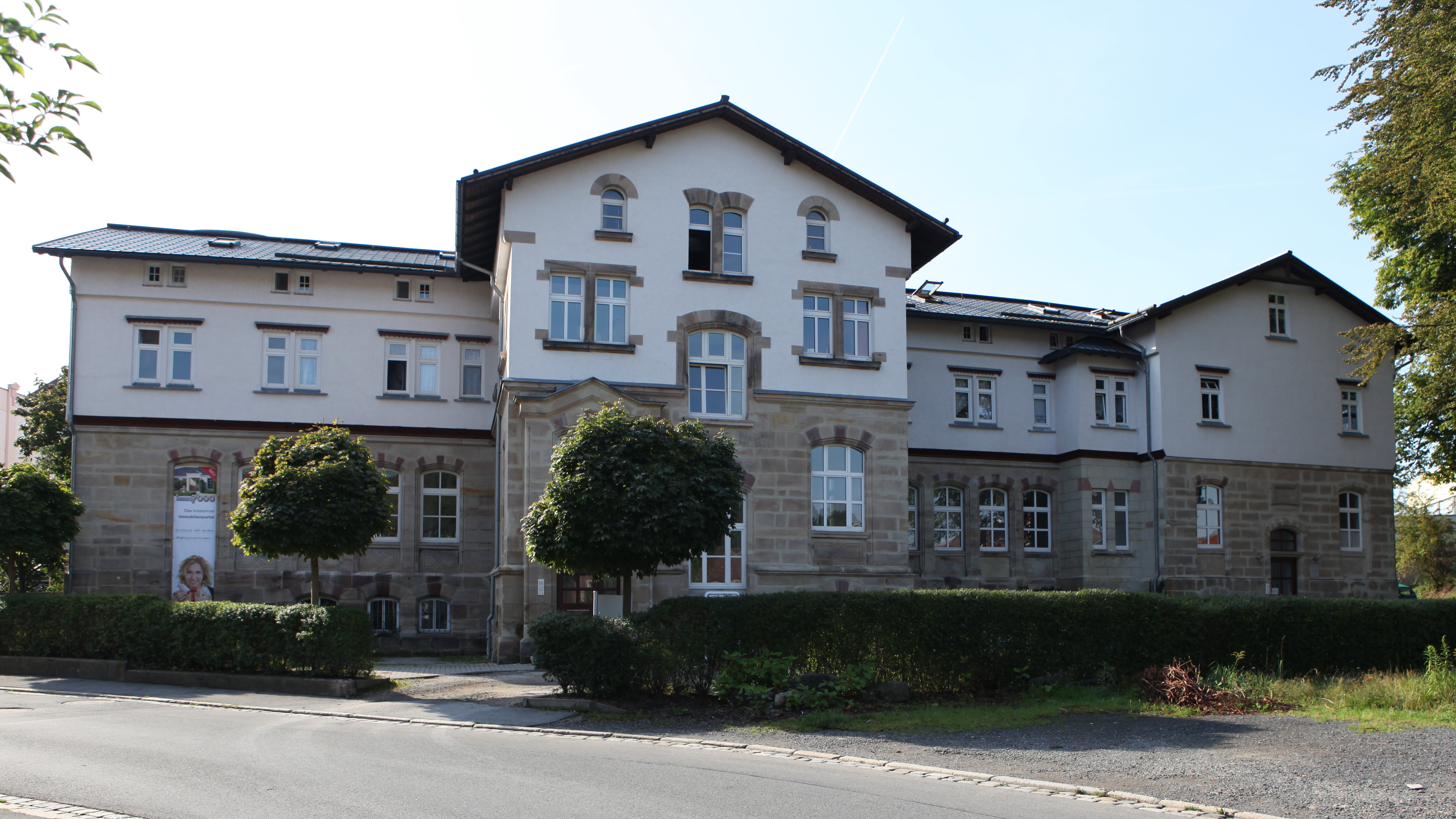
Alter Bahnhof

Am 2. November 1858 wurde der erste Sonneberger Bahnhof als Endstation der Werra-Eisenbahn-Gesellschaft feierlich eingeweiht. Erst 28 Jahre später folgte am 1. Oktober 1886 mit der Inbetriebnahme der Strecke nach Lauscha der Umbau zum Durchgangsbahnhof. Allerdings zeigte sich spätestens nach der Eröffnung der Bahnlinie  nach Stockheim am 1. Juni 1901, dass die vorhandenen Bahnanlagen, die 1895 von der preußischen Staatsbahn übernommen worden waren, dem Verkehrsaufkommen nicht mehr gewachsen waren. Deshalb baute die Königliche Eisenbahndirektion Erfurt ab dem Jahr 1905 südöstlich vom alten Bahnhof einen neuen Bahnhof, der zwei Jahre später im Oktober 1907 in Betrieb genommen wurde. Die gesamte Bahnhofsanlage war nun viermal so groß wie zuvor und kostete ungefähr 2,7 Millionen Mark. Die Bahnsteigüberdachungen wurden erstmals im Netz der preußischen Staatsbahn als Stahlbeton-Konstruktion durch die Bauunternehmung Dyckerhoff & Widmann ausgeführt.
Mit der Einweihung der Hinterlandbahn am 1. April 1910 bekam der Bahnhof seinen vierten Anschluss an eine Bahnstrecke und wurde aufgrund des umfangreichen Güterbahnhofs mit einem Ablaufberg Eisenbahnknotenpunkt und mit 27 Gleisen und 102 Weichen als Bahnhof der Rangklasse 2 eingeordnet. Größere Zerstörungen gab es gegen Ende des Zweiten Weltkriegs. So wurden von der deutschen Wehrmacht die Stellwerke gesprengt und bei einem Luftangriff durch US-amerikanische Jagdbomber Lagerschuppen und 70 % der Gleis- und Weichenanlagen zerstört. Nach der Besetzung Thüringens durch die Rote Armee im Juli 1945 folgte die Betriebseinstellung auf den Hauptstrecken über die Zonengrenze nach Coburg und Stockheim. Der Bahnhof verlor viel von seiner verkehrlichen Bedeutung. Vier Gütergleise und ein Bahnhofsgleis mussten als Reparationsleistung für die Sowjetunion abgebaut werden.
Im Jahr 1952 wurde der Bahnhofsname auf Hauptbahnhof geändert, 1971 wurden die beiden Stellwerke durch Neubauten ersetzt und Lichtsignale eingeführt. Der Umschlag auf dem Güterbahnhof gehörte in Südthüringen weiterhin zu dem umfangreichsten, auch wenn der Bahnverkehr nur über die beiden Nebenbahnen nach Ernstthal und Eisfeld mit den Spitzkehrenbahnhöfen in Lauscha bzw. Rauenstein abgewickelt werden konnte.
Nach der Wiedervereinigung wurde die Strecke nach Coburg reaktiviert und die Gleise 3 bis 6 elektrifiziert. Im Jahr 1997 wurde der durchgehende Verkehr über Ernstthal nach Probstzella sowie nach Eisfeld eingestellt. Unter dem Projektnamen Umweltbahnhof Sonneberg wurde der Bahnhof von 1997 bis 1999 umgebaut. Dabei wurde der Bahnhofsvorplatz neu gestaltet und ein zentraler Busbahnhof eingerichtet. Außerdem entstand eine 220 m lange Fuß- und Radwegbrücke über die Gleisanlagen mit Aufzugstürmen zu den Bahnsteigen und zum Busbahnhof. In dieser Zeit war der Bahnhof nur noch aus südlicher Richtung über Neustadt zu erreichen. Die Stilllegung des Güterbahnhofs erfolgte im Jahr 1999, der Umbau der Gleisanlagen auf die fünf verbleibenden Bahnsteiggleise und ein durchgehendes Gütergleis sowie zwei weitere Gütergleisstümpfe wurde in den Jahren 2001 und 2002 durchgeführt. Außerdem wurde ein Elektronisches Stellwerk installiert und durch die Thüringer Eisenbahn der Verkehr nach Lauscha–Neuhaus sowie Rauenstein–Eisfeld wieder aufgenommen.
Südlich des Hauptbahnhofes lag die 1997 geschlossene Lokeinsatzstelle, die Drehscheibe und Teile des Ringlokschuppens sind noch erhalten und werden museal hergerichtet.

## Bahnsteige

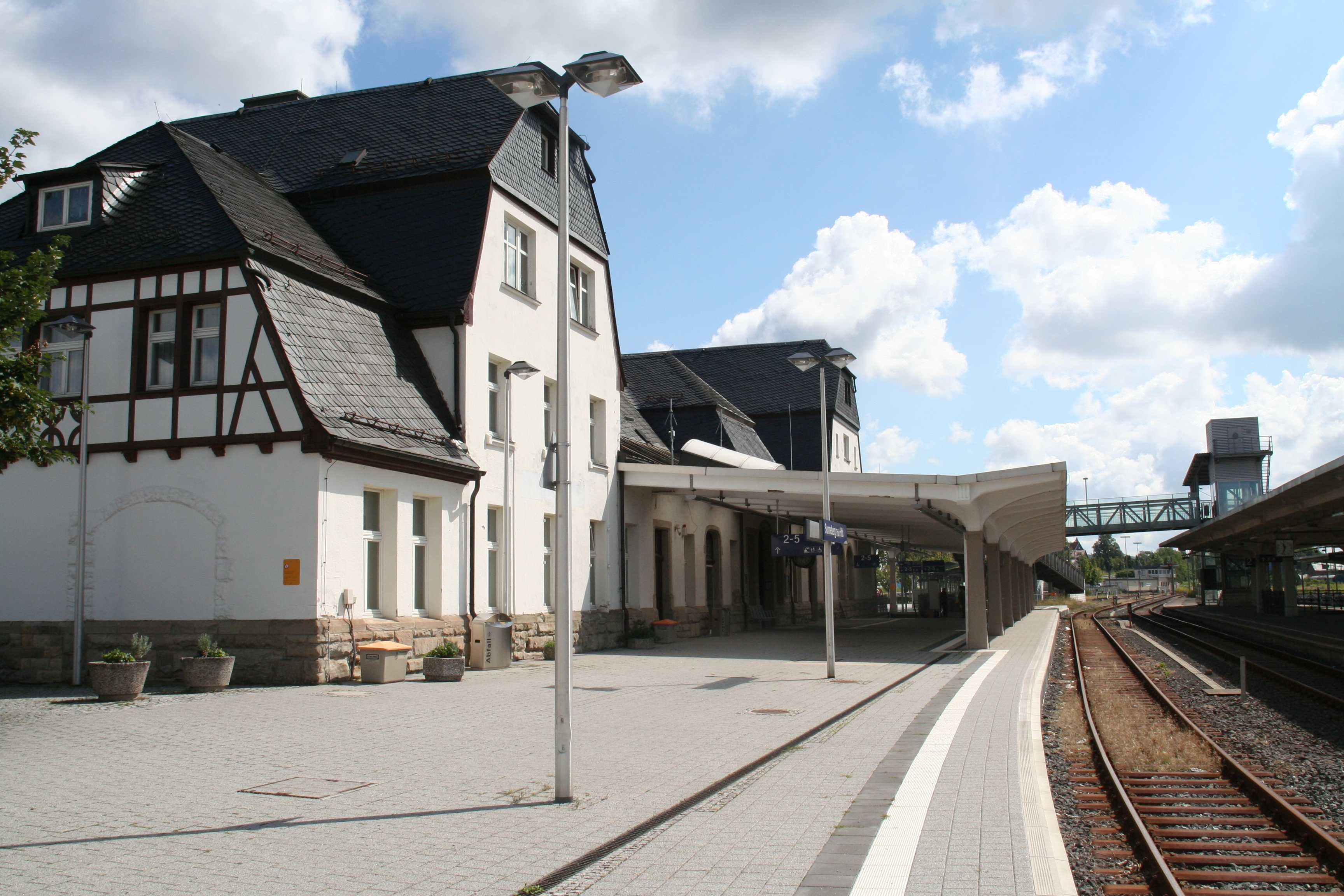
Hausbahnsteig

Die beiden Mittelbahnsteige sind barrierefrei jeweils durch einen Aufzug erschlossen.
| Gleis | Länge in m | Höhe in cm |
| ----- | ---------- | ---------- |
| 1     | 110        | 55         |
| 2     | 210        | 30         |
| 3     | 210        | 30         |
| 4     | 251        | 30         |
| 5     | 251        | 30         |

## Personenzugverkehr
Einfache Personenzüge waren und sind im Sonneberger Bahnhof der Regelfall. Nur ab 1937 gab es einen Eilzug, der in drei Stunden und ungefähr zehn Minuten die 142 Kilometer von Coburg über Sonneberg, Stockheim und Göschwitz nach Weimar fuhr. Außerdem verkehrte ab 1954 bzw. 1970 mit Unterbrechungen ein Eilzugpaar über Saalfeld nach Leipzig.

### Aktuell
Die Linie RB 41 der Süd-Thüringen-Bahn fährt stündlich nach Neuhaus am Rennweg sowie alle zwei Stunden zwischen Eisenach und Sonneberg. Befahren wird diese Linie von Stadler RS 1 Regio-Shuttles der Baureihe 650.
Der Franken-Thüringen-Express verbindet Sonneberg mit Coburg, Lichtenfels, Bamberg und Nürnberg. Zwischen Sonneberg und Coburg besteht ein Stundentakt. Eingesetzt werden Fahrzeuge des Typs Siemens Desiro HC. Die meisten Züge fahren ohne Zwischenhalt zwischen Coburg und Bamberg über die Schnellfahrstrecke Nürnberg–Erfurt weiter nach Nürnberg, die Fahrzeit ist dabei etwa eine halbe Stunde kürzer als die früher bestehende Verbindung über Lichtenfels. Bei fünf Zugpaaren pro Tag ist bei dieser Verbindungen ein Umstieg in Coburg erforderlich. Einzelne Züge von Sonneberg fahren von Coburg weiter nach Lichtenfels.
Der Bahnverkehr zwischen Bayern und Sonneberg Hbf ist seit dem 1. Januar 2024 in den Tarif des Verkehrsverbund Großraum Nürnberg (VGN) integriert.
Seit dem Fahrplanjahr 2021 werden einheitliche Liniennummern benutzt. 
| Linie                    | Linienverlauf                                                                       | Takt (min)                                       | EVU                |
| ------------------------ | ----------------------------------------------------------------------------------- | ------------------------------------------------ | ------------------ |
| RE 19                    | Sonneberg – Rödental – Coburg (– Bamberg – Forchheim – Erlangen – Fürth – Nürnberg) | 60                                               | DB Regio Bayern    |
| RE 28                    | Sonneberg – Rödental – Coburg – Ebersdorf – Lichtenfels                             | einzelne Züge                                    | DB Regio Bayern    |
| RB 41                    | Eisenach – Meiningen – Grimmenthal – Sonneberg – Lauscha – Neuhaus am Rennweg       | 120 (Eisenach–Sonneberg) 060 (Sonneberg–Neuhaus) | Süd-Thüringen-Bahn |
| Stand: 10. Dezember 2023 |                                                                                     |                                                  |                    |